# 피뿌리풀

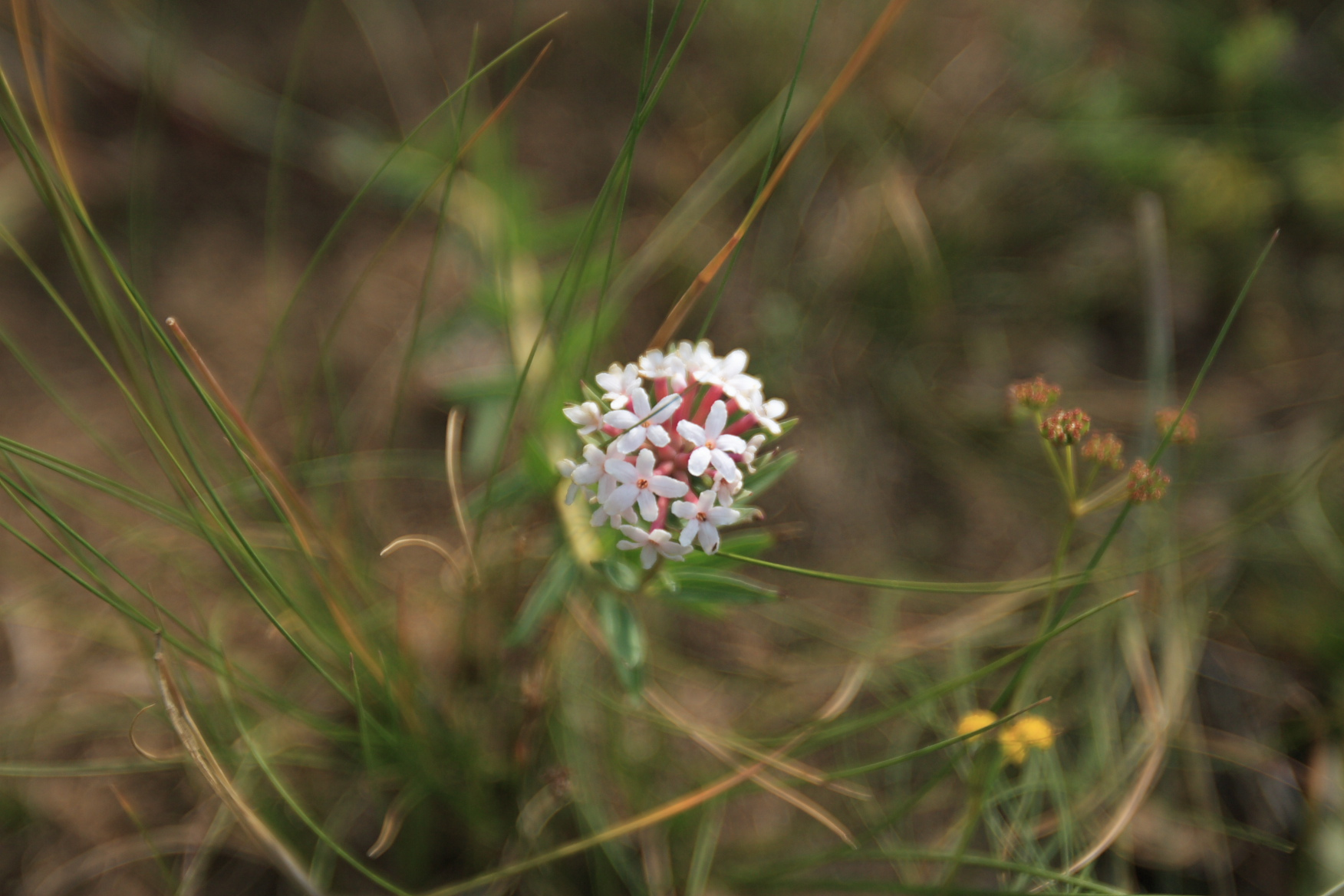

피뿌리풀은 팥꽃나무과 식물로서 학명은 Stellera chamaejasme이며, 한반도 제주도의 동쪽 오름과 황해도 이북의 들판에 드물게 자라는 여러해살이풀이고 높이는 15-40cm이다.

## 특징

### 뿌리
땅속에 더덕처럼 딱딱하고 굵은 뿌리가 깊게 들어 있다.

### 줄기
뿌리에서 여러 대가 모여 난다.

### 잎
촘촘히 어긋나게 달리고 피침형이며 양면에 털이 없고 가장자리는 밋밋하다.

### 꽃
5-6월에 줄기 끝에 10-24개의 짙은 홍자색 꽃이 두상꽃차례를 이루어 핀다. 꽃받침통은 0.8-1.2cm이고 끝이 5개로 갈라져 수평으로 펼쳐진다. 수술은 10개이고 2줄로 꽃받침통 위쪽에 붙는다.

### 열매
타원형의 수과이며 꽃받침에 싸여 있다.

## 이름
뿌리의 색이 피와 같이 적색이어서 붙여진 이름이라고 하나 피뿌리풀의 뿌리는 겉은 흑갈색이고 속은 흰색이므로 잘못된 유래일 가능성이 높다.